# Brittany Mahomes
Brittany Lynne Mahomes (de soltera Matthews;  31 de agosto de 1995) es propietaria de un equipo deportivo estadounidense y delantera retirada de fútbol femenino que jugó por última vez para el UMF Afturelding cuando compitió en la tercera división del fútbol femenino de Islandia. Es copropietaria fundadora de Kansas City Current, un equipo de la Liga Nacional de Fútbol Femenino (NWSL) de la primera división profesional estadounidense.

## Vida
Mahomes asistió a la escuela secundaria Whitehouse en Whitehouse, Texas. En su último año, fue delantera del All-East Texas con 22 goles y cinco asistencias.

## Carrera deportiva

### En el futbol femenino
Mahomes no esperaba jugar fútbol universitario después de graduarse de la escuela secundaria, pero jugó en la Universidad de Texas-Tyler para el equipo de fútbol femenino Texas-Tyler Patriots después de hablar con jugadoras que conocía allí. En Texas-Tyler, Mahomes se reunió con su compañera de equipo de Whitehouse High School, Chestley Strother.
Los Patriots fueron invitados al Campeonato de fútbol femenino de la División III de la NCAA del 2014 y 2015, perdiendo ante los Trinity University Tigers en la primera ronda de 2014 y empatando 1-1 contra Trinity en la primera ronda de 2015 después de la prórroga. A pesar de que Mahomes anotó desde el punto de penalti en la tanda de penales que siguió, los Patriots perdieron la tanda de penales por 3-4.
El 13 de octubre del 2016, Mahomes se convirtió en la primera jugadora en anotar tres hat-tricks tanto en una temporada como en una carrera en el programa; terminó la temporada con cuatro. A partir del 2023, los 78 puntos totales, 31 goles y 111 tiros a puerta de Mahomes fueron la segunda mayor cantidad de un jugador en la historia de Texas-Tyler, solo detrás de Strother en puntos. Sus 40 puntos y 18 goles durante su temporada sénior de 2016 fueron récords del programa de una sola temporada, y sus partidos de siete puntos el 17 de septiembre de 2016 y el 15 de octubre de 2016 fueron récords del programa de un solo partido. Se graduó de Texas-Tyler con una licenciatura en kinesiología..

### En el fútbol femenino europeo
En mayo de 2017, Mahomes firmó con el club islandés UMF Afturelding cuando compitió en la 2. deild kvenna de la tercera división de Islandia. Strother, su compañera de equipo de Whitehouse High y Texas-Tyler, ya había firmado con otro equipo de la liga. Mahomes anotó dos goles en cinco apariciones durante su única temporada, y la UMF Afturelding ganó la liga y consiguió el ascenso a 1. deild kvenna (2ª división).  El club no extendió un nuevo contrato a Mahomes después de la temporada.

## Vida Empresarial

### En el mundo de los negocios einfluencer
Mahomes se retiró del fútbol en el 2017 y regresó a Kansas City para convertirse en entrenadora personal. Vendió programas de ejercicios en Brittany Lynne Fitness, un servicio en línea que promueve como influenciadora en las redes sociales.

### Como propietaria
El 7 de diciembre del 2020, la Liga Nacional de Fútbol Femenino otorgó un equipo de expansión a un grupo propietario que incluía a Mahomes. El club, inicialmente llamado Kansas City NWSL, asumió los contratos de los jugadores y las selecciones del draft de Utah Royals FC, reubicando efectivamente al equipo. En octubre del 2021, Mahomes anunció el cambio de marca del equipo a Kansas City Current y planea construir un estadio para el equipo en Berkley Riverfront Park de Kansas City, Misuri, y participó en su ceremonia de inauguración en octubre del 2022.  Mahomes también ayudó a financiar las instalaciones de formación de Current, que se inauguraron en junio del 2022.

## Vida personal
Mahomes se casó con el mariscal de campo de la NFL Patrick Mahomes, con quien había salido desde la escuela secundaria, en 2022. Tienen dos hijos, una hija y un hijo.  Más tarde, Patrick se unió a Mahomes como propietario de una participación minoritaria en Kansas City Current.